# Ytter-Kilsjön
Ytter-Kilsjön är en sjö i Sollefteå kommun i Ångermanland och ingår i Ångermanälvens huvudavrinningsområde. Sjön har en area på 0,414 kvadratkilometer och ligger 252 meter över havet. Sjön avvattnas av vattendraget Kilån.

## Delavrinningsområde
Ytter-Kilsjön ingår i det delavrinningsområde (703993-154250) som SMHI kallar för Utloppet av Ytter-Kilsjön. Medelhöjden är 281 meter över havet och ytan är 5,71 kvadratkilometer. Det finns ett avrinningsområde uppströms, och räknas det in blir den ackumulerade arean 23,76 kvadratkilometer. Kilån som avvattnar avrinningsområdet har biflödesordning 3, vilket innebär att vattnet flödar genom totalt 3 vattendrag innan det når havet efter 98 kilometer. Avrinningsområdet består mestadels av skog (85 procent). Avrinningsområdet har 0,41 kvadratkilometer vattenytor vilket ger det en sjöprocent på 7,2 procent.